# Batman vs. Depredador
Batman vs. Depredador (en inglés Batman versus Predator) es un crossover en formato comic book escrito por Dave Gibbons e ilustrado por Andy Kubert. Publicado por las editoriales estadounidenses DC Comics y Dark Horse en 1991, dio pie a otros crossovers similares como Linterna Verde vs. Aliens (2001) o Superman & Batman vs. Aliens & Depredador (2007).
La serie está protagonizada por el superhéroe Batman y el cazador alienígena Depredador. 

## Argumento
La historia comienza con una pelea de dos boxeadores en Gotham City, cada uno patrocinado por un mafioso, después de la pelea un boxeador es brutalmente asesinado en su departamento, Batman es enviado a investigar el caso. Después Batman se entera de que su patrocinador fue asesinado de una manera muy peculiar, le arrancaron su columna vertebral y su cráneo. El alcalde de Gotham intenta evacuar la ciudad debido a los asesinatos. Batman logra dar con el asesino que no es más que el Depredador, cuando se da cuenta de que no es un humano se dispone a asesinarlo, sin embargo es derrotado por el Depredador, y cuando está a punto de morir escapa, y va a la Mansión Wayne donde su mayordomo Alfred cura sus heridas, aunque son tan graves que tiene que quedarse en reposo durante un tiempo.
Durante la ausencia del Caballero de la Noche los asesinatos continúan, y el Comisionado Gordon estuvo a punto de morir en su apartamento, Bruce trata de recuperarse lo más rápido posible, debido a que el número de muertes incrementa cada día, el Departamento de policías de Gotham y el SWAT deciden ir a cazar a la bestia, pero esto podría causar más muertes de las que ya hay.
Batman logra recuperarse y va a enfrentarse por segunda vez al Depredador, esta vez con un nuevo Batitraje el cual es imposible de perforar, la bestia se encuentra en el techo del departamento de policías de Gotham, Batman gana el primer asalto, por lo que el Depredador huye a la Batcueva ahí el Depredador logra ganar el segundo asalto, aunque Batman logra ponerse a salvo en las afueras de la mansión Wayne, ahí lo persigue el Depredador sin embargo Batman logra derrotarlo ganando el tercer asalto, el Depredador decide suicidarse clavándose una espada. Batman ahora sabe que ningún alienígena volverá a Gotham debido al miedo que les infundio cuando derrotó a la bestia.